# Facundo Bosch
Pour les articles homonymes, voir Bosch.
Pas d'image ? Cliquez ici

a Compétitions nationales et continentales officielles uniquement.

b Matchs officiels uniquement.
Dernière mise à jour le 20 février 2023.
Facundo Bosch, né le 8 août 1991 à Necochea (Argentine), est un joueur international argentin de rugby à XV. Il joue au poste de talonneur à l'Aviron bayonnais en Top 14.
Il remporte la Coupe d'Europe avec le Stade rochelais en 2022.

## Carrière
Bosch a commencé à jouer en tant que talonneur niveau semi-professionnel en 2011 pour le Club universitaire de Buenos Aires, où il a disputé 33 rencontres pour son club. En mai 2014, il avait été sélectionné par les Pumas pour affronter l'Afrique du Sud lors d'un match préparatoire avant les matchs internationaux de juin 2014. Le même mois, il a été sélectionné pour les Jaguars argentins avant la Coupe Tbilissi 2014, où il a fait sa première apparition sur le banc contre l'Italie. Il fait ses débuts face à la Géorgie le 18 juin, mais a obtenu un carton rouge à la 70e minute pour avoir combattu avec le pilier géorgien Giorgi Mtchedlishvili.  
En 2016, Bosch est rappelé par l'équipe nationale avant le championnat des Amériques 2016, mais après une blessure à l'entraînement deux jours avant le premier match, il a été retiré de l'équipe. En mai 2016, il joue à nouveau avec l'équipe réserve nationale en affrontant l'Uruguay lors de la Coupe Sudamérica 2016. Il a été convoqué dans l'équipe senior pour deux test-matchs face à la France et contre l'Italie, sans pour autant disputer un seul match.
Le 25 août 2018, il obtient sa première cape internationale avec l'Argentine, affrontant l'Afrique du Sud dans le cadre du Rugby Championship 2018.
Il rejoint le Stade rochelais en 2019, avec qui il remporte la Coupe d'Europe en 2022.
Après cette saison, il rejoint l'Aviron bayonnais. Il s'impose rapidement en tant que titulaire à son poste et est l'auteur de prestations convaincantes. Il prolonge son contrat de trois saisons supplémentaires en février 2023.

## Palmarès

### En club
- CUBA
  - Vainqueur du Championnat d'Argentine URBA en 2013, 2014 et 2015

- Stade rochelais
  - Finaliste de la Coupe d'Europe en 2021
  - Finaliste du Championnat de France en 2021
  - Vainqueur de la Coupe d'Europe en 2022

### En sélection nationale
- Argentine
  - Vainqueur de la Tbilissi Cup en 2014
  - Vainqueur du Americas Pacific Challenge en 2016